# إد كارتير
إد كارتير (بالإنجليزية: Edd Cartier)‏ هو رسام توضيحي أمريكي، ولد في 1914 في North Bergen, New Jersey ‏ في الولايات المتحدة، وتوفي في 25 ديسمبر 2008.